# Karl Bögelein
Karl Bögelein (Bamberg, 28 de janeiro de 1927 – 9 de agosto de 2016) foi um futebolista e treinador alemão. Atuava como goleiro.